# شهری‌ماهی دم‌زرد اطلس
شهری‌ماهی دم‌زرد اطلس (نام علمی: Lethrinus atkinsoni) نام یک گونه از سرده شهری‌ماهی‌ها است.